# 渋谷公会堂フライトDVD 〜さようなら ぱすぽ☆ こんにちは PASSPO☆〜
『渋谷公会堂フライトDVD 〜さようなら ぱすぽ☆ こんにちは PASSPO☆〜』（しぶやこうかいどうフライトディーブイディー さようならぱすぽ　こんにちはぱすぽ）は、日本の女性アイドルグループ『PASSPO☆』（ぱすぽ☆）のライブ・ビデオ。2013年5月22日にユニバーサルJからリリースされた。

## 概要

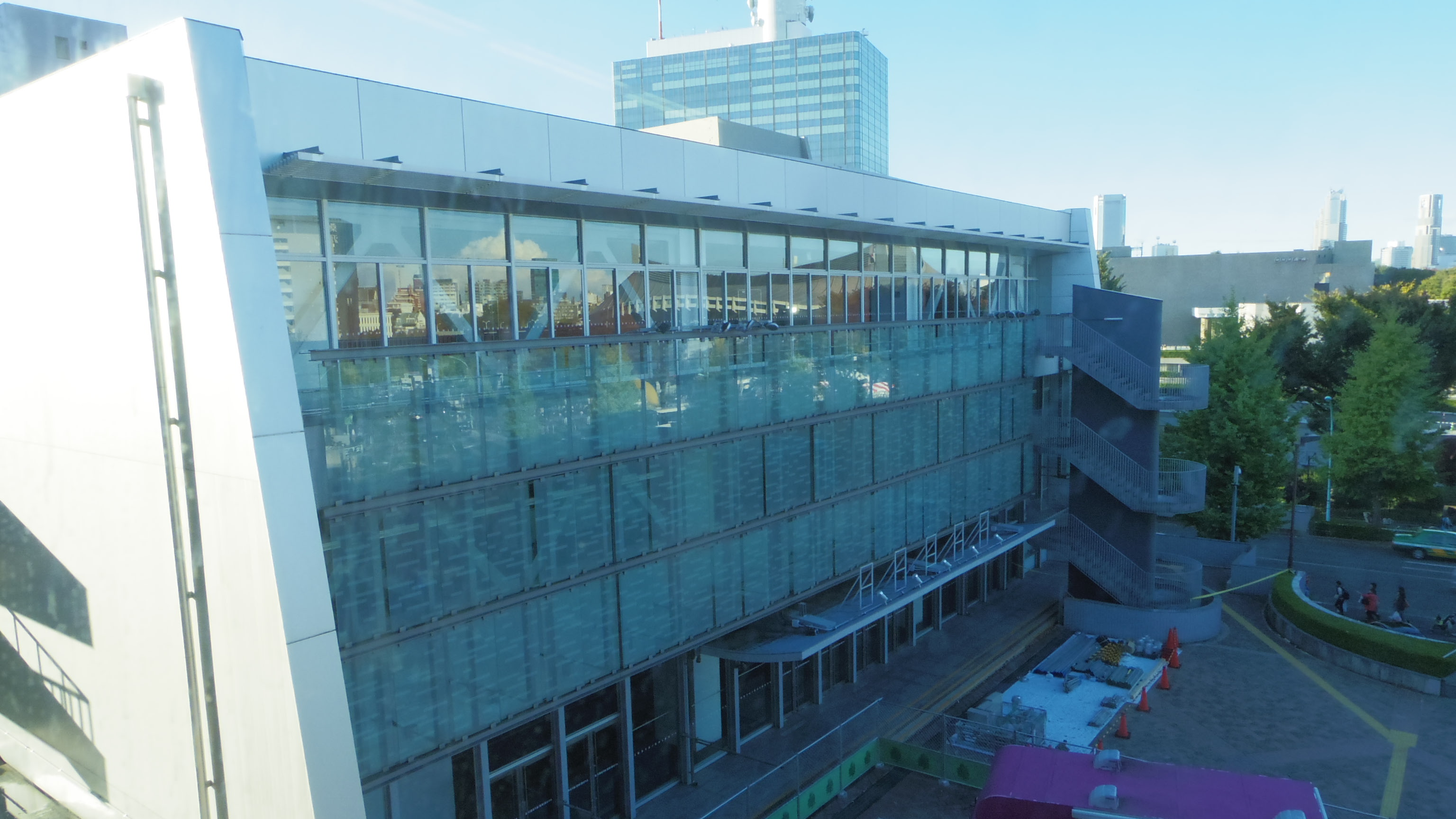
会場の渋谷公会堂（2015年11月撮影）

本作は2012年12月28日に東京・渋谷公会堂で行われた“ぱすぽ☆ 渋谷公会堂ワンマンフライト”を収録した、ライブ・ビデオ。シングル『STEP&GO/キャンディー・ルーム』と同日に発売されており、DVDのジャケット写真の衣装は同シングルのジャケット写真のものと同一である。
ぱすぽ☆（公演当時の表記。以下同）にとっては2011年11月26日に行われたイベント『アイドル横丁祭』以来となる渋谷公会堂のステージだったが、グループ単独でフライト（公演）を行うのはこれが初めてであった。2012年8月18日にZepp Tokyoで行われた「東名阪Zeppツアー 〜FREE SHOWCASE&握手会〜」において開催決定がアナウンスされ、アルバム『One World』発売4日前の同年11月10日にチケットが一般発売された。
2012年のぱすぽ☆としては最後のライブということで、「今年一番暴走したいと思います」という森詩織の宣言通り、メンバー9人は最後まで力強いパフォーマンスを繰り広げた。後半の『WING』以降の楽曲では、“ペンネとアラビアータ機長”こと阿久津健太郎率いるバンド「The Ground Crew」が登場し、彼らをバックにぱすぽ☆が歌唱するという演出が初めて実施された。そしてアンコールでは、「ぱすぽ☆、本日をもって終了となります。」という根岸愛のアナウンスと共に、ユニット名義を“PASSPO☆”に改めることがサプライズ発表された。フライト終了後に玉井杏奈は「自分的にはちょっと反省点がある」とやや不満な出来だったことを「ナタリー」の取材で明かしている。
本フライト開催前の14時にはpalet、15時30分にはprediaといった同じプラチナムプロダクション所属グループが同公会堂で無料ライブ&握手会を行っていた。なお、公演当時11名いたprediaメンバーのうち、林弓束は体調不良により欠席だった。

## 収録曲
1. Boarding（opening SE）
2. LA LA LOVE TRAIN〜恋の片道切符〜
3. ViVi夏
4. Hello
5. Street Fighter
6. キス=スキ
7. ピンクのパラシュート
8. With XXXX
9. Go on a Highway
10. じゃあね…
11. 君色のサンバ
12. WING
13. ウハエ!
14. Next Flight
15. サクラ小町
翌年（2013年）2月13日発売のシングル。本フライトで初めて披露された[7]。
16. Tap My Toe
17. ダムダムフリーダム
18. バスタブ
19. Love Diary
20. 夏空HANABI
21. マテリアルGIRL
22. No.1 Boy（アンコール）
先述の『サクラ小町』のカップリング曲[7]。
23. WANTED!!（アンコール）
24. Dear My Friends（アンコール）

## 渋谷公会堂ワンマンフライト・データ
- 日程：2012年12月28日（金曜日）
- 場所：渋谷公会堂
- 開場：18時／開演：18時30分（いずれもJST）[6]

### セットリスト
※太字はDVD未収録曲。
1. Departure（opening SE）
2. LA LA LOVE TRAIN〜恋の片道切符〜
3. 少女飛行
4. ViVi夏
5. Hello
6. Street Fighter
7. キス=スキ
8. ピンクのパラシュート
9. With XXXX
10. Pretty Lie
11. Go on a Highway
12. じゃあね…
13. 君色のサンバ
14. WING
15. ウハエ!
16. Next Flight
17. サクラ小町
18. Tap My Toe
19. ダムダムフリーダム
20. 2DAYS
21. バスタブ
22. Love Diary
23. 夏空HANABI
24. マテリアルGIRL

アンコール
1. No.1 Boy
2. WANTED!!
3. Dear My Friends